# Bismarckdenkmal (Wernigerode)

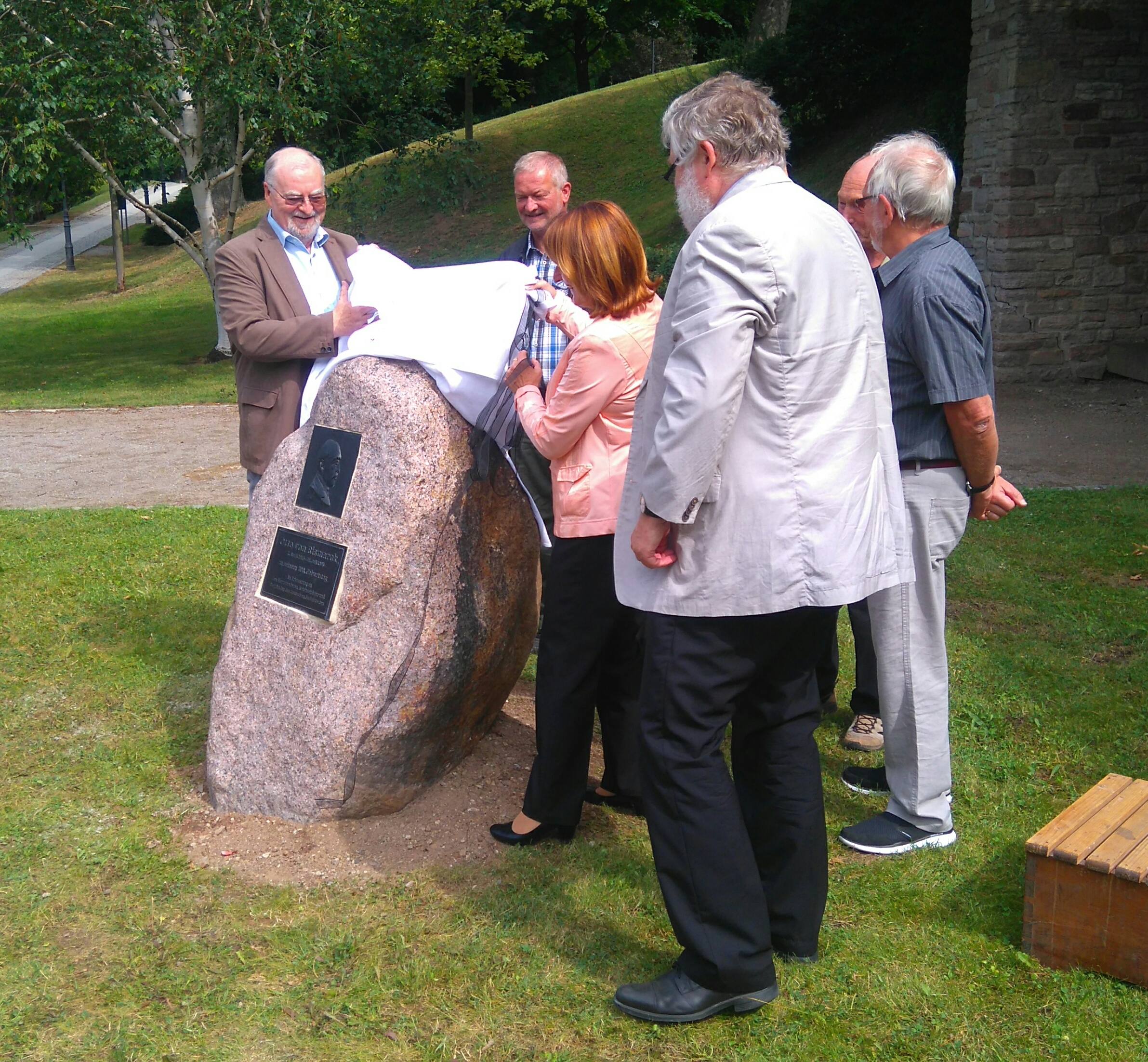
Enthüllung des Bismarckdenkmals in Wernigerode am 30. Juli 2016

Das Bismarckdenkmal in der Stadt Wernigerode im Landkreis Harz in Sachsen-Anhalt steht an der Lindenallee am Lustgarten unweit des Denkmals für die Gefallenen des Deutschen und Deutsch-Französischen Krieges.
Bismarckdenkmäler wurden im 1871 gegründeten Deutschen Reich zu Ehren des langjährigen preußischen Ministerpräsidenten und ersten deutschen Reichskanzlers Fürst Otto von Bismarck an vielen zentralen Orten, aber auch in den damaligen Kolonien sowie auch auf anderen Kontinenten errichtet. Sie waren der sichtbarste und dauerhafteste Ausdruck der Verehrung Bismarcks im Deutschen Kaiserreich und darüber hinaus. Größe und Aufwand der realisierten Denkmäler reicht von einfachen Gedenktafeln und Reliefs bis hin zu ausgedehnten Anlagen mit mehreren Figurengruppen. Bismarckdenkmäler richteten sich häufig „gegen das theatralische Machtpathos des Wilhelminismus“.

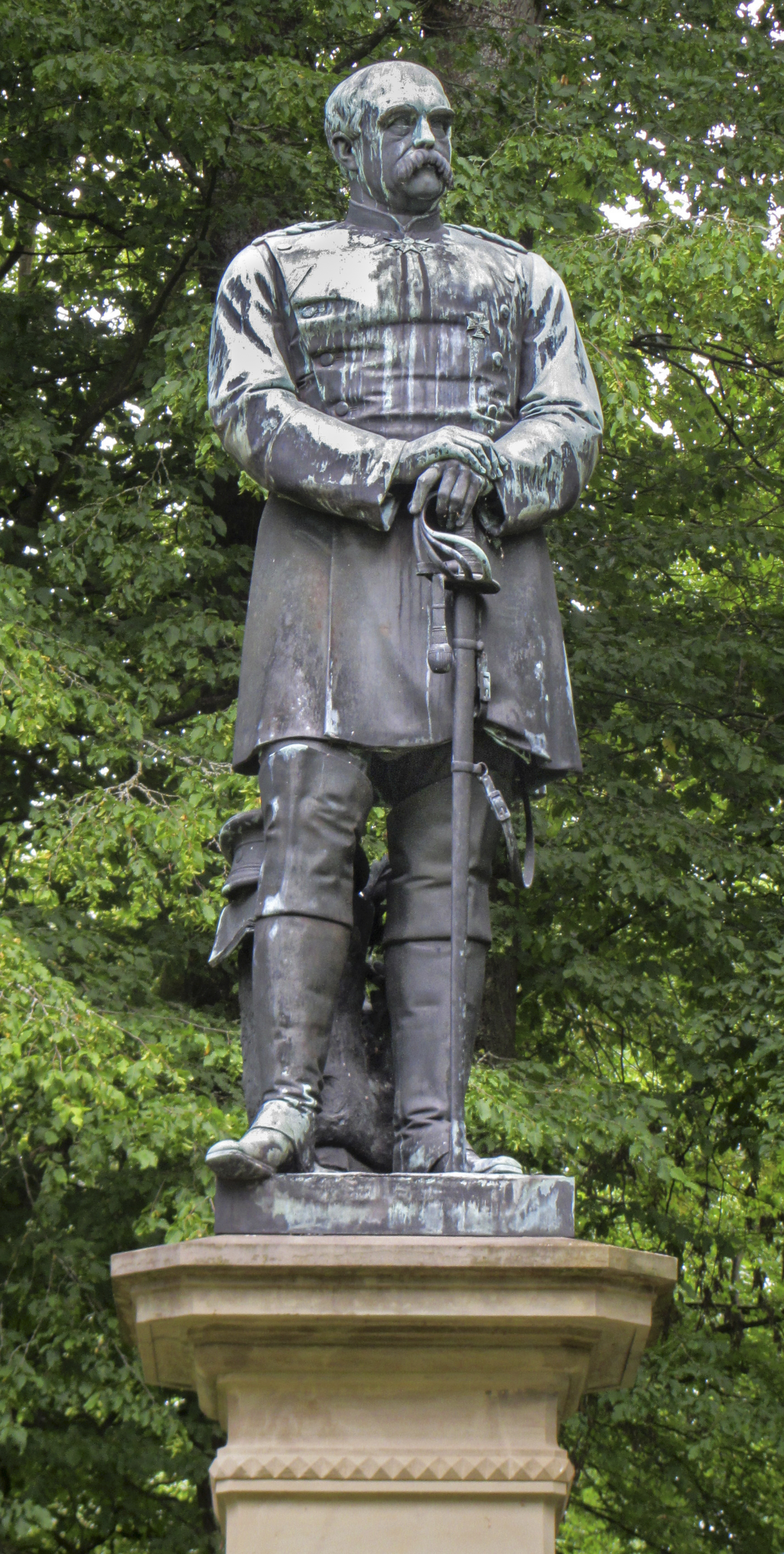
Vorlage des ehemaligen Denkmals auf der Wernigeröder Harburg in Bad Kissingen (2014)

Das erste Bismarckdenkmal wurde nicht in der Stadt Wernigerode errichtet, sondern im Vorort Nöschenrode auf der Harburg, einer Ausflugsgaststätte mit Blick auf Schloss und Stadt Wernigerode. Das 2,60 Meter hohe Bronzedenkmal wurde am 1. April 1890 enthüllt. Es war eine Replik des durch den Bildhauer Heinrich von Manger aus Berlin im Jahre 1877 geschaffenen Denkmals für Bad Kissingen. Der Gastwirt W. Bitterling aus Magdeburg hatte diese Kopie gekauft und sie im Garten der von ihm betriebenen Restauration „Zum Hofjäger“ einige Jahre aufstellen lassen. Nach der Schließung der Gastwirtschaft schenkte Bitterling das Denkmal der damals noch selbständigen Gemeinde Nöschenrode, die dessen Umsetzung und Neuaufstellung auf der Harburg auf einem Sockel aus Harzgranit organisierte.
Am 2. November 1955 wurde das nicht mehr in die damalige Zeit passende Denkmal im Auftrag der SED-Kreisleitung Wernigerode entfernt.
Nach der deutschen Wiedervereinigung wurde im Jahre 1998 an gleicher Stelle durch die CDU-Stadtratsfraktion unter Vorsitz von Jörg Rische ein neues Bismarckdenkmal aufgestellt. Es handelte sich um ein Reliefporträt Bismarcks und eine Gedenktafel. Dieses Denkmal wurde von Metalldieben nach einigen Jahren zerstört.
Ein ähnliches Denkmal wurde am 30. Juli 2016, dem 118. Todestag Bismarcks, an der Lindenallee in Wernigerode auf Initiative von Jörg Rische und Konrad Breitenborn sowie des Harzklubs wiederaufgestellt und von der CDU-Bundestagsabgeordneten Heike Brehmer feierlich enthüllt.

## Text der Gedenktafel
Otto von Bismarck

1. April 1815 – 30. Juli 1898

zu seinem 200. Geburtstag

In Erinnerung an

den Harzwanderer, Reichseiniger und

Begründer des deutschen Sozialstaates

## Bismarck und Wernigerode
Als Student in Göttingen schloss sich Bismarck zunächst einigen Studenten aus Mecklenburg an, mit denen er nach dem Hambacher Fest im Mai 1832 eine Wanderung durch den Harz unternahm. Nach der Rückkehr erhielt er seitens des Universitätsgerichts seinen ersten Verweis, weil er in ausgelassener Stimmung eine Flasche aus dem Fenster des Göttinger Hotelrestaurants Krone auf die Weender Straße geworfen hatte.
Auf seiner zweiten Harzreise besuchte er auch Wernigerode und den Brocken und kam dabei seiner späteren Frau Johanna von Puttkamer näher. Johanna war eine enge Freundin von Marie von Thadden. Sie war es, die Bismarck auf ihre Freundin Johanna von Puttkamer hinlenkte. Schon bei der Blanckenburgschen Hochzeit, am 4. Oktober 1844, war absichtsvoll das erste Zusammentreffen zwischen Otto von Bismarck und Johanna von Puttkamer vorbereitet worden. Doch bei Bismarck schien kein Funke zu zünden. Moritz drang in ihn: „Komm und sieh! Willst Du sie nicht, dann nehme ich sie zu meiner zweiten Frau.“ Es vergingen noch fast zwei Jahre, ehe Otto von Bismarck in ein näheres Verhältnis zu Johanna von Puttkamer kam. Auf einer gemeinsam mit den Blankenburgs erlebten Harzreise ist sich das Paar dann schließlich näher gekommen.
Bismarck kannte zwar den Schlossherrn von Wernigerode, Graf Otto zu Stolberg-Wernigerode, aus der Zeit, als dieser sein Stellvertreter als deutscher Reichskanzler war. Das Verhältnis zwischen beiden war aber im Laufe der Zeit stark abgekühlt, so dass es nach der Amtsniederlegung Ottos zu Stolberg-Wernigerode zu keinem persönlichen Treffen zwischen beiden auf Schloss Wernigerode kam.
Das nach 1945 vollständig entfernte Denkmal für Fürst Otto zu Stolberg-Wernigerode stand nur wenige Meter vom jetzigen Standort des 2016 errichteten Bismarckdenkmals in Wernigerode entfernt am Ende der zum Lustgarten führenden Treppenanlage.